# Хайлунь
Хайлу́нь (кит. упр. 海伦, пиньинь Hǎilún) — городской уезд городского округа Суйхуа провинции Хэйлунцзян (КНР). Название уезда происходит от протекающей здесь реки Хайлуньхэ.

## История
С 1885 года эти земли были подчинены Суйхуаскому комиссариату (绥化厅). В 1905 году здесь был создан Хайлуньский непосредственно управляемый комиссариат (海伦直隶厅), который в 1908 году был поднят в статусе до Хайлуньской управы (海伦府).
После Синьхайской революции в Китае изменилась структура государственного управления, и в 1913 году Хайлуньский комиссариат был преобразован в уезд Хайлунь (海伦县).
В 1931 году Маньчжурия была оккупирована японскими войсками, а в 1932 году было образовано марионеточное государство Маньчжоу-го. 1 декабря 1934 года в Маньчжоу-го была создана провинция Биньцзян, в состав которой вошли эти земли. В 1939 году произошло изменение административно-территориального деления, и эти земли вошли в состав новой провинции Бэйань.
В 1945 году Маньчжурия была освобождена Советской армией, и уезд Хайлунь оказался в составе провинции Хэйлунцзян. В 1947 году провинции Хэйлунцзян и Нэньцзян были объединены в «Объединённую провинцию Хэйлунцзян и Нэньцзян» (сокращённо — провинцию Хэйнэнь), однако вскоре разделены вновь.
В 1956 году решением Госсовета КНР был образован Специальный район Сунхуацзян (松花江专区), и уезд Хайлунь вошёл в его состав. В 1965 году Специальный район Сунхуацзян был переименован в Специальный район Суйхуа. Во время Культурной революции правительство Специального района Суйхуа в 1967 году было расформировано, а вместо него образован Революционный комитет; сам специальный район в это время трансформировался в Округ Суйхуа (绥化地区). В 1978 году Революционный комитет был преобразован в правительство округа.
В 1990 году уезд Хайлунь был преобразован в городской уезд. В 1999 году решением Госсовета КНР округ Суйхуа был преобразован в городской округ Суйхуа.

## Административное деление
Городской уезд Хайлунь делится на 7 посёлков и 16 волостей.
| №  | Название  | Название (кит.) | Статус  | Население чел. (2010) | На карте                         |
| -- | --------- | --------------- | ------- | --------------------- | -------------------------------- |
| 1  | Хайлунь   | 海伦镇          | поселок | 135656                | 47°27′35″ с. ш. 126°57′24″ в. д. |
| 2  | Хайбэй    | 海北镇          | поселок | 54493                 | 47°39′39″ с. ш. 126°50′34″ в. д. |
| 3  | Юнфу      | 永富乡          | волость | 38988                 | 47°02′45″ с. ш. 126°25′24″ в. д. |
| 4  | Цяньцзинь | 前进乡          | волость | 36121                 | 47°23′53″ с. ш. 126°48′53″ в. д. |
| 5  | Дунлинь   | 东林乡          | волость | 33487                 | 47°30′26″ с. ш. 127°01′32″ в. д. |
| 6  | Гунхэ     | 共合镇          | поселок | 32917                 | 47°20′27″ с. ш. 126°38′06″ в. д. |
| 7  | Луньхэ    | 伦河镇          | поселок | 32348                 | 47°08′14″ с. ш. 126°25′46″ в. д. |
| 8  | Юнхэ      | 永和乡          | волость | 31115                 | 47°26′39″ с. ш. 126°35′19″ в. д. |
| 9  | Гунжун    | 共荣乡          | волость | 29163                 | 47°09′57″ с. ш. 126°51′07″ в. д. |
| 10 | Дунфэн    | 东风镇          | поселок | 28570                 | 47°24′34″ с. ш. 127°06′09″ в. д. |
| 11 | Хайсин    | 海兴镇          | поселок | 26776                 | 47°11′19″ с. ш. 126°40′10″ в. д. |
| 12 | Чжаиньхэ  | 扎音河乡        | волость | 26001                 | 47°38′56″ с. ш. 126°58′10″ в. д. |
| 13 | Айминь    | 爱民乡          | волость | 25474                 | 47°35′17″ с. ш. 126°40′43″ в. д. |
| 14 | Сянфу     | 祥富镇          | поселок | 25400                 | 47°16′34″ с. ш. 126°47′06″ в. д. |
| 15 | Фэншань   | 丰山乡          | волость | 24717                 | 47°10′17″ с. ш. 126°34′28″ в. д. |
| 16 | Сянжун    | 向荣乡          | волость | 24277                 | 47°30′41″ с. ш. 126°48′37″ в. д. |
| 17 | Ляньфа    | 联发乡          | волость | 23408                 | 47°19′04″ с. ш. 126°29′22″ в. д. |
| 18 | Шуанлу    | 双录乡          | волость | 22321                 | 47°37′54″ с. ш. 127°02′53″ в. д. |
| 19 | Фуминь    | 福民乡          | волость | 20434                 | 47°09′13″ с. ш. 126°42′28″ в. д. |
| 20 | Хайнань   | 海南乡          | волость | 19263                 | 47°13′57″ с. ш. 126°58′50″ в. д. |
| 21 | Чанфа     | 长发乡          | волость | 18693                 | 47°31′42″ с. ш. 126°56′02″ в. д. |
| 22 | Лэе       | 乐业乡          | волость | 18416                 | 47°20′10″ с. ш. 126°56′50″ в. д. |
| 23 | Байсян    | 百祥乡          | волость | 16699                 | 47°13′38″ с. ш. 126°27′32″ в. д. |

## Соседние административные единицы
Городской уезд Хайлунь на юге граничит с уездом Ванкуй, на востоке — с уездом Суйлин, на западе — с уездами Цинган и Миншуй, на севере — с городским округом Хэйхэ.